# Ken Salvo
Kenneth „Ken“ Salvo (* 2. August 1947 in Illinois; † 15. September 2021 in Venice, Florida) war ein US-amerikanischer Jazzmusiker (Gitarre, Banjo).

## Leben und Wirken
Salvo wuchs in einer Chicagoer Familie auf, die traditionellen Jazz liebte. Immer wenn die Dukes of Dixieland in der Gegend waren, besuchten die Assuntos Kens Vater. In den späten 1960er-Jahren, noch als Teenager, begann er im Red Garter Saloon in Chicago Banjo und Gitarre zu spielen, um erste musikalische Erfahrungen zu sammeln. In den späten 1970er-Jahren zog er schließlich nach New Jersey, wo er ein Dienstleistungsunternehmen gründete, das sein Tagesjob sein sollte. Im Laufe der Jahre trat er daneben in zahlreichen Veranstaltungsorten im ganzen Land auf und tourte auch in Japan. Bald nach seiner Ankunft in New York holte er Vince Giordano in seine Band. Er ist vor allem für seine spätere Karriere bekannt, als die beiden die Rollen tauschten und Salvo ein Jahrzehnt bei den Vince Giordano’s Nighthawks verbrachte. Er war ferner im Großraum New York als zuverlässiger Sideman und Studiomusiker bekannt.
Salvo gewann mit Giordano‘s Nighthawks einen Grammy für die Mitwirkung beim Soundtrack der Fernsehserie Boardwalk Empire und hatte auch einen Auftritt in dem Musikfilm Vince Giordano: There's a Future in the Past (2016) von Dave Davidson/Amber Edwards. 2017 zog er nach Florida, wo er weiterhin als Musiker aktiv blieb.
Im Bereich des Jazz war er laut Tom Lord mit Vince Giordano und Leon Redbone an drei Aufnahmesessions beteiligt,